# Bryum inordinatum
Bryum inordinatum là một loài rêu trong họ Bryaceae. Loài này được Brid. Brid. mô tả khoa học đầu tiên năm 1819.